# Giovanni Battista Quadrio

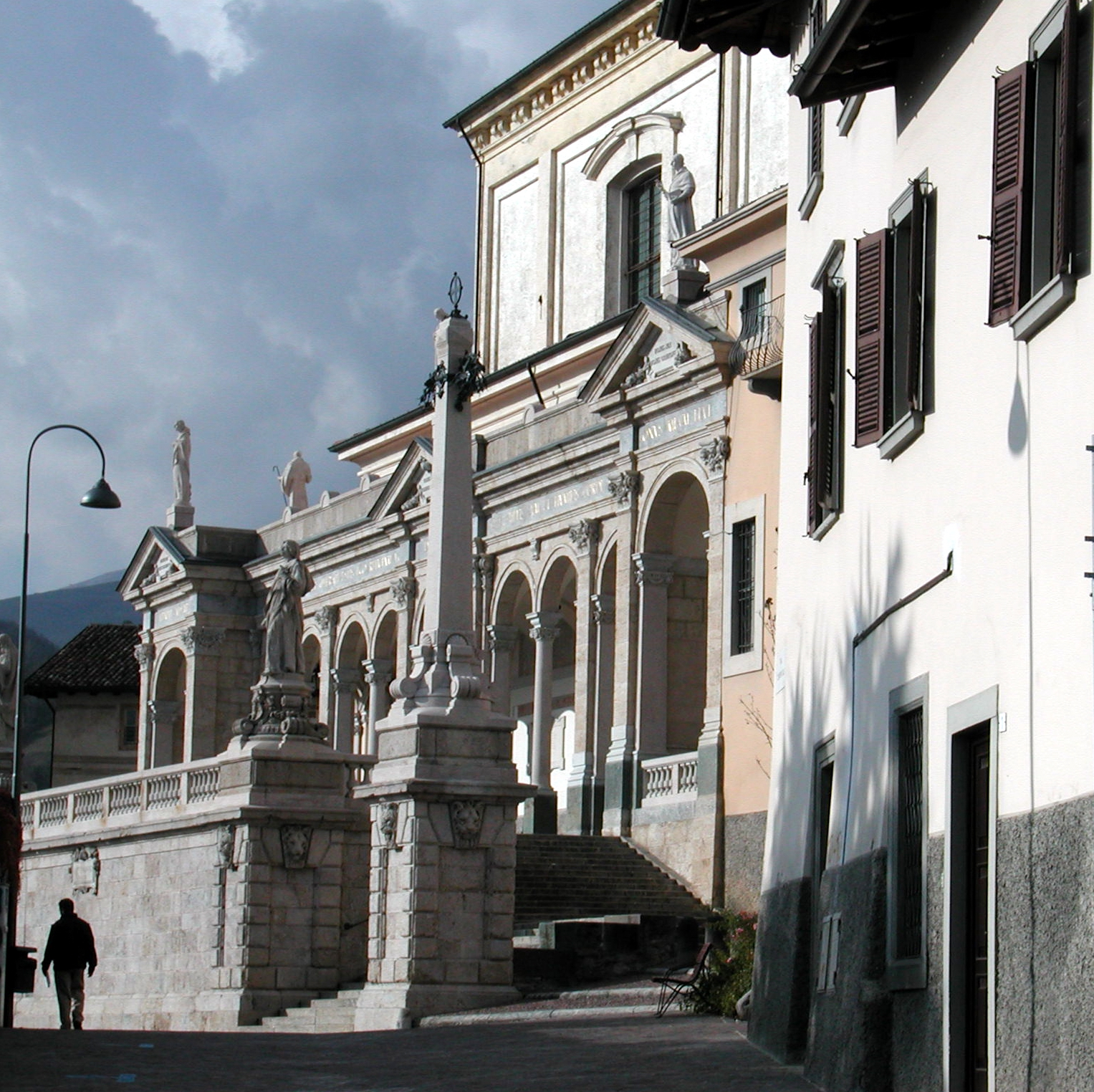
Clusone Basilica di Santa Maria Assunta

Giovanni Battista Quadrio (Milano, 28 gennaio 1659 – 10 agosto 1722) è stato un architetto italiano.

## Biografia
I Quadrio furono una importante famiglia probabilmente di origine comasca ma considerata milanese, di architetti e ingegneri che contribuì, tra le tante opere, alla costruzione del Duomo di Milano.
Giovanni Battista era figlio di Gerolamo Quadrio, noto architetto di Milano che aveva lavorato alla Fabbrica del Duomo e di Prassede Rho. Proseguì l'attività di famiglia lavorando a fianco del padre e del fratello minore Giuseppe Maria, lavorando al transetto nord del duomo, assumendo anche l'incarico di supervisore delle attività scultorie sia esterne che interne al duomo.

Sposò Elisabetta Matella il 15 settembre 1691. Il figlio Antonio proseguì l'attività paterna, anche se rinunciò agli incarichi per la fabbrica del Duomo di Milano.
Sono riconosciuti allievi di Gerolamo e Giovanni Battista gli architetti Bernardo Maria Quarantino e Carlo Federico Pietrasanta.

## Opere
- Progetto della Chiesa di Santa Maria Annunciata in Camposanto completata nel 1740 dal figlio Antonio[2].
- 1718  supervisore con il padre, per la costruzione del secondo chiostro del Collegio Elvetico[3]
- Nel 1694 Progetto le strutture architettoniche per il funerale di Federico Visconti;
- Nel 1696 le strutture architettoniche per l'ingresso di Federico Caccia;
- Nel 1716 le strutture per i festeggiamenti in occasione della nascita di Leopoldo Giovanni d'Asburgo;
- Nel 1680 progettò il portale della chiesa di S. Maria di Cantù, progettata dal padre;
- Nel 1688 della basilica di santa Maria Assunta di Clusone;
- Nel 1688 Progetto per il Palazzo Fogaccia di Clusone[4];
- Nel 1691 il progetto per la cupola del Santuario di Santa Maria del Fonte presso Caravaggio;
- Nel 1708 progetto per il Convento di sant Ambrogio della Vittoria a Parabiago[5],
- Nel 1717 il progetto del campanile della chiesa parrocchiale di santa Agnese di Somma Lombardo